# Stazione di Shikaribetsu
La stazione di Shikaribetsu (然別駅?, Shikaribetsu-eki) è una stazione ferroviaria situata nella cittadina di Niki, in Hokkaidō, Giappone, lungo la linea principale Hakodate della JR Hokkaido.

## Origine del nome
Il nome "Shikaribetsu" deriverebbe dall'espressione Ainu Shi kari betsu, che significa "fiume che ruota su di sé".

## Strutture e impianti
La stazione è dotata di due marciapiedi laterali, differiti l'uno dall'altro, con due binari passanti in superficie.

## Movimento
Presso questa stazione fermano solamente i treni locali, con una frequenza media di un treno all'ora.

## Servizi
Il piccolo fabbricato viaggiatori è dotato di una sala d'attesa.
- Sala d'attesa

## Interscambi
- Fermata autobus (fermata di Shikaribetsu Yakuba-mae)